# LA Women's Tennis Championships
Il LA Women's Tennis Championships presented by Herbalife (conosciuto anche come East West Bank Classic per motivi di sponsorizzazione) è stato un torneo di tennis femminile del  WTA Tour che si giocava in California. Il torneo si disputava su campi in cemento ed era parte delle US Open Series.

## Albo d'oro

### Singolare
| Anno       | Località        | Campionessa             | Finalista               | Punteggio        | Nome                               |
| ---------- | --------------- | ----------------------- | ----------------------- | ---------------- | ---------------------------------- |
| 1973       | Los Angeles     | Margaret Court          | Nancy Richey Gunter     | 7–5, 6–7, 7–5    | British Motor Cars Tournament      |
| 1974- 1976 | Non disputato   | Non disputato           | Non disputato           | Non disputato    | Non disputato                      |
| 1977       | Los Angeles     | Chris Evert (1)         | Martina Navrátilová     | 6–2, 2–6, 6–1    | Virginia Slims of Los Angeles      |
| 1978       | Los Angeles     | Martina Navrátilová (1) | Rosemary Casals         | 6–3, 6–2         | Virginia Slims of Los Angeles      |
| 1979       | Los Angeles     | Chris Evert (2)         | Martina Navrátilová     | 6–3, 6–4         | Avon Championships of Los Angeles  |
| 1980       | Los Angeles     | Martina Navrátilová (2) | Tracy Austin            | 6–2, 6–0         | Avon Championships of Los Angeles  |
| 1981       | Los Angeles     | Martina Navrátilová (3) | Andrea Jaeger           | 6–4, 6–0         | Avon Championships of Los Angeles  |
| 1982       | Los Angeles     | Mima Jaušovec           | Sylvia Hanika           | 6–2, 7–6(4)      | Avon Championships of Los Angeles  |
| 1983       | Los Angeles     | Martina Navrátilová (4) | Chris Evert             | 6–1, 6–3         | Virginia Slims of Los Angeles (II) |
| 1984       | Los Angeles     | Chris Evert (3)         | Wendy Turnbull          | 6–2, 6–3         | Virginia Slims of Los Angeles (II) |
| 1985       | Los Angeles     | Claudia Kohde Kilsch    | Pam Shriver             | 6–2, 6–4         | Virginia Slims of Los Angeles (II) |
| 1986       | Los Angeles     | Martina Navrátilová (5) | Chris Evert             | 7–6(5), 6–3      | Virginia Slims of Los Angeles (II) |
| 1987       | Los Angeles     | Steffi Graf             | Chris Evert             | 6–3, 6–4         | Virginia Slims of Los Angeles (II) |
| 1988       | Los Angeles     | Chris Evert (4)         | Gabriela Sabatini       | 2–6, 6–1, 6–1    | Virginia Slims of Los Angeles (II) |
| 1989       | Manhattan Beach | Martina Navrátilová (6) | Gabriela Sabatini       | 6–0, 6–2         | Virginia Slims of Los Angeles (II) |
| 1990       | Manhattan Beach | Monica Seles (1)        | Martina Navrátilová     | 6–4, 3–6, 7–6(6) | Virginia Slims of Los Angeles (II) |
| 1991       | Manhattan Beach | Monica Seles (2)        | Kimiko Date             | 6–3, 6–1         | Virginia Slims of Los Angeles (II) |
| 1992       | Manhattan Beach | Martina Navrátilová (7) | Monica Seles            | 6–4, 6–2         | Virginia Slims of Los Angeles (II) |
| 1993       | Manhattan Beach | Martina Navrátilová (8) | Arantxa Sánchez Vicario | 7–5, 7–6(4)      | Virginia Slims of Los Angeles (II) |
| 1994       | Manhattan Beach | Amy Frazier             | Ann Grossman            | 6–1, 6–3         | Virginia Slims of Los Angeles (II) |
| 1995       | Manhattan Beach | Conchita Martínez       | Chanda Rubin            | 4–6, 6–1, 6–3    | Acura Classic                      |
| 1996       | Manhattan Beach | Lindsay Davenport       | Anke Huber              | 6–2, 6–3         | Acura Classic                      |
| 1997       | Los Angeles     | Monica Seles (3)        | Lindsay Davenport       | 5–7, 7–5, 6–4    | Acura Classic                      |
| 1998       | Los Angeles     | Lindsay Davenport (1)   | Martina Hingis          | 4–6, 6–4, 6–3    | Acura Classic                      |
| 1999       | Los Angeles     | Serena Williams (1)     | Julie Halard-Decugis    | 6–1, 6–4         | Acura Classic                      |
| 2000       | Los Angeles     | Serena Williams (2)     | Lindsay Davenport       | 4–6, 6–4, 7–6(1) | estyle.com Classic                 |
| 2001       | Manhattan Beach | Lindsay Davenport (2)   | Monica Seles            | 6–3, 7–5         | estyle.com Classic                 |
| 2002       | Los Angeles     | Chanda Rubin            | Lindsay Davenport       | 5–7, 7–6(5), 6–3 | JPMorgan Chase Open                |
| 2003       | Los Angeles     | Kim Clijsters (1)       | Lindsay Davenport       | 6–1, 3–6, 6–1    | JPMorgan Chase Open                |
| 2004       | Los Angeles     | Lindsay Davenport (3)   | Serena Williams         | 6–1, 6–3         | JPMorgan Chase Open                |
| 2005       | Los Angeles     | Kim Clijsters (1)       | Daniela Hantuchová      | 6–4, 6–1         | JPMorgan Chase Open                |
| 2006       | Los Angeles     | Elena Dement'eva        | Jelena Janković         | 6–3, 4–6, 6–4    | JPMorgan Chase Open                |
| 2007       | Los Angeles     | Ana Ivanović            | Nadia Petrova           | 7–5, 6–4         | East West Bank Classic             |
| 2008       | Los Angeles     | Dinara Safina           | Flavia Pennetta         | 6–4, 6–2         | East West Bank Classic             |
| 2009       | Los Angeles     | Flavia Pennetta         | Samantha Stosur         | 6–4, 6–3         | LA Women's Tennis Championships    |

### Doppio
| Anno       | Località        | Campionesse                                    | Finaliste                                | Punteggio        | Nome                               |
| ---------- | --------------- | ---------------------------------------------- | ---------------------------------------- | ---------------- | ---------------------------------- |
| 1973       | Los Angeles     | Rosemary Casals (1) Julie Heldman              | Margaret Court Lesley Hunt               | walkover         | British Motor Cars Tournament      |
| 1974- 1976 | Non disputato   | Non disputato                                  | Non disputato                            | Non disputato    | Non disputato                      |
| 1977       | Los Angeles     | Rosemary Casals (2) Chris Evert (1)            | Martina Navrátilová Betty Stöve          | 6–2, 6–4         | Virginia Slims of Los Angeles      |
| 1978       | Los Angeles     | Betty Stöve Virginia Wade                      | Greer Stevens Pam Teeguarden             | 6–3, 6–2         | Virginia Slims of Los Angeles      |
| 1979       | Los Angeles     | Rosemary Casals (3) Chris Evert (2)            | Martina Navrátilová Anne Smith           | 6–4, 1–6, 6–3    | Avon Championships of Los Angeles  |
| 1980       | Los Angeles     | Rosemary Casals (4) Martina Navrátilová (1)    | Kathy Jordan Anne Smith                  | 7–6, 6–2         | Avon Championships of Los Angeles  |
| 1981       | Los Angeles     | Susan Leo Kim Sands                            | Marita Redondo Peanut Louie              | 6–1, 4–6, 6–1    | Avon Championships of Los Angeles  |
| 1982       | Los Angeles     | Kathy Jordan Anne Smith                        | Barbara Potter Sharon Walsh              | 6–3, 7–5         | Avon Championships of Los Angeles  |
| 1983       | Los Angeles     | Martina Navrátilová (2) Pam Shriver (1)        | Betsy Nagelsen Virginia Ruzici           | 6–1, 6–0         | Virginia Slims of Los Angeles (II) |
| 1984       | Los Angeles     | Chris Evert Lloyd (3) Wendy Turnbull (1)       | Bettina Bunge Eva Pfaff                  | 6–2, 6–4         | Virginia Slims of Los Angeles (II) |
| 1985       | Los Angeles     | Claudia Kohde Kilsch Helena Suková (1)         | Hana Mandlíková Wendy Turnbull           | 6–4, 6–2         | Virginia Slims of Los Angeles (II) |
| 1986       | Los Angeles     | Martina Navrátilová (3) Pam Shriver (2)        | Claudia Kohde Kilsch Helena Suková       | 6–4, 6–3         | Virginia Slims of Los Angeles (II) |
| 1987       | Los Angeles     | Martina Navrátilová (4) Pam Shriver (3)        | Zina Garrison Lori McNeil                | 6–3, 6–4         | Virginia Slims of Los Angeles (II) |
| 1988       | Los Angeles     | Patty Fendick Jill Hetherington                | Gigi Fernández Robin White               | 7–6(2), 5–7, 6–4 | Virginia Slims of Los Angeles (II) |
| 1989       | Manhattan Beach | Martina Navrátilová (5) Wendy Turnbull (2)     | Claudia Kohde Kilsch Mary Joe Fernández  | 5–2 ritiro       | Virginia Slims of Los Angeles (II) |
| 1990       | Manhattan Beach | Gigi Fernández (1) Jana Novotná                | Mercedes Paz Gabriela Sabatini           | 6–3, 4–6, 6–4    | Virginia Slims of Los Angeles (II) |
| 1991       | Manhattan Beach | Larisa Neiland (1) Nataša Zvereva (1)          | Gretchen Rush Magers Robin White         | 6–1, 2–6, 6–2    | Virginia Slims of Los Angeles (II) |
| 1992       | Manhattan Beach | Arantxa Sánchez Vicario (1) Helena Suková (2)  | Zina Garrison Pam Shriver                | 6–4, 6–2         | Virginia Slims of Los Angeles (II) |
| 1993       | Manhattan Beach | Arantxa Sánchez Vicario (2) Helena Suková (3)  | Gigi Fernández Nataša Zvereva            | 7–6(3), 6–3      | Virginia Slims of Los Angeles (II) |
| 1994       | Manhattan Beach | Julie Halard Nathalie Tauziat (1)              | Jana Novotná Lisa Raymond                | 6–1, 0–6, 6–1    | Virginia Slims of Los Angeles (II) |
| 1995       | Manhattan Beach | Gigi Fernández (2) Nataša Zvereva (2)          | Gabriela Sabatini Larisa Neiland         | 7–5, 6(2)–7, 7–5 | Acura Classic                      |
| 1996       | Manhattan Beach | Lindsay Davenport Nataša Zvereva (3)           | Amy Frazier Kimberly Po                  | 6–1, 6–4         | Acura Classic                      |
| 1997       | Los Angeles     | Yayuk Basuki Caroline Vis                      | Larisa Neiland Helena Suková             | 7–6(7), 6–3      | Acura Classic                      |
| 1998       | Los Angeles     | Martina Hingis Nataša Zvereva (3)              | Tamarine Tanasugarn Olena Tatarkova      | 6–4, 6–2         | Acura Classic                      |
| 1999       | Los Angeles     | Arantxa Sánchez Vicario (3) Larisa Neiland (2) | Lisa Raymond Rennae Stubbs               | 6–2, 6(5)–7, 6–0 | Acura Classic                      |
| 2000       | Los Angeles     | Els Callens Dominique Monami Van Roost         | Kimberly Po Anne-Gaëlle Sidot            | 6–2, 7–5         | estyle.com Classic                 |
| 2001       | Manhattan Beach | Kimberly Po-Messerli Nathalie Tauziat (2)      | Nicole Arendt Caroline Vis               | 6–3, 7–5         | estyle.com Classic                 |
| 2002       | Los Angeles     | Kim Clijsters Jelena Dokić                     | Daniela Hantuchová Ai Sugiyama           | 6–2, 6–3         | JPMorgan Chase Open                |
| 2003       | Los Angeles     | Mary Pierce Rennae Stubbs (1)                  | Elena Bovina Els Callens                 | 6–3, 6–3         | JPMorgan Chase Open                |
| 2004       | Los Angeles     | Nadia Petrova Meghann Shaughnessy              | Conchita Martínez Virginia Ruano Pascual | 6(2)–7, 6–4, 6–3 | JPMorgan Chase Open                |
| 2005       | Los Angeles     | Elena Dement'eva Flavia Pennetta               | Angela Haynes Bethanie Mattek            | 6–2, 6–4         | JPMorgan Chase Open                |
| 2006       | Los Angeles     | Virginia Ruano Pascual Paola Suárez            | Daniela Hantuchová Ai Sugiyama           | 6–3, 6–4         | JPMorgan Chase Open                |
| 2007       | Los Angeles     | Květa Peschke Rennae Stubbs (2)                | Alicia Molik Mara Santangelo             | 6–0, 6–1         | East West Bank Classic             |
| 2008       | Los Angeles     | Yung-jan Chan Chia-jung Chuang (1)             | Eva Hrdinová Vladimíra Uhlířová          | 2–6, 7–5, [10–4] | East West Bank Classic             |
| 2009       | Los Angeles     | Chia-Jung Chuang (2) Zi Yan                    | Marija Kirilenko Agnieszka Radwańska     | 6–0, 4–6, [10–7] | LA Women's Tennis Championships    |